# Робер-Мишон, Мелина
Мелина́ Робе́р-Мишо́н (фр. Mélina Robert-Michon, род. 18 июля 1979 года в Вуароне) — французская метательница диска, серебряный призёр Олимпийских игр 2016 года, серебряный призёр чемпионата мира 2013 года с национальным рекордом — 66,28 м. Серебряный призёр чемпионата мира среди юниоров 1998 года. Победительница Средиземноморских игр 2009 года. Многократная чемпионка Франции.
На Олимпийских играх 2008 года заняла 8-е место. На Олимпиаде 2012 года в Лондоне с результатом 63,98 м заняла 5-е место.
На Олимпийских играх 2020 года заняла только 15-е место в квалификации (60,88 м) и не вышла в финал. После Игр заявила, что хотела бы принять участие в Олимпийских играх 2024 года в Париже.
На чемпионате мира 2022 года 43-летняя Робер-Мишон заняла десятое место с результатом 60,36 м.
26 июля 2024 года во время церемонии открытия Олимпийских игр в Париже несла флаг Франции (вместе с Флораном Маноду), а затем вместе с ним же приносила олимпийскую клятву от имени спортсменов.
5 августа 2024 года на Олимпийских играх в Париже заняла 12-е место в метании диска с результатом 57,03 м.
24 августа 2010 года родила дочь, которую назвали Элисса. 5 июня 2018 года родила вторую дочь, которую назвали Энора.